# Policia de Fronteres d'Israel
La Policia de Fronteres d'Israel (en hebreu: משמר הגבול) (transliteració: Mishmar HaGvul) és la branca de la Policia d'Israel encarregada de la vigilància fronterera. És coneguda també pel seu acrònim en hebreu: (Magav, מג"ב), que significa guàrdia de frontera. Va ser instaurada l'any 1949, com a unitat de control de fronteres de la Policia d'Israel, amb la missió de vigilar les zones rurals i les fronteres. La Policia de Fronteres es va ocupar des del principi de la seguretat dels nous Assentaments israelians i d'evitar la infiltració de terroristes, especialment a través de la frontera amb Egipte i Jordània. En els darrers anys, també ha participat en operacions antiterroristes i en sufocar revoltes com la Segona intifada.
L'àrea on es destina un nombre més gran d'efectius és la ciutat de Jerusalem, considerat el punt de major risc per a la seguretat, on pràcticament la totalitat d'agents uniformats que patrullen els carrers són guàrdies de frontera. A més de Jerusalem, s'ocupen de la seguretat en ciutats cisjordanes com Jenin, Tulkarem, Qalqilya, Nablus, Jericó, Ramal·lah i Hebron.
El cos, que s'estima en uns 6.000 efectius, compta entre les seves files amb membres no jueus (cristians, drusos, beduïns i àrabs). Està format per professionals a sou, encara que és reforçat per reclutes destinats des de les Forces Armades. També compta entre els seus membres amb un important nombre de voluntaris, que s'integren en unitats especials, molts d'ells procedents de la immigració jueva. Tots ells reben entrenament de combat i contra-terrorista, a més del treball específicament policial i d'anti-avalots. L'any 2005, la Policia de Fronteres va participar de forma destacada en el Pla de retirada unilateral israeliana de la Franja de Gaza.

## Galeria d'imatges

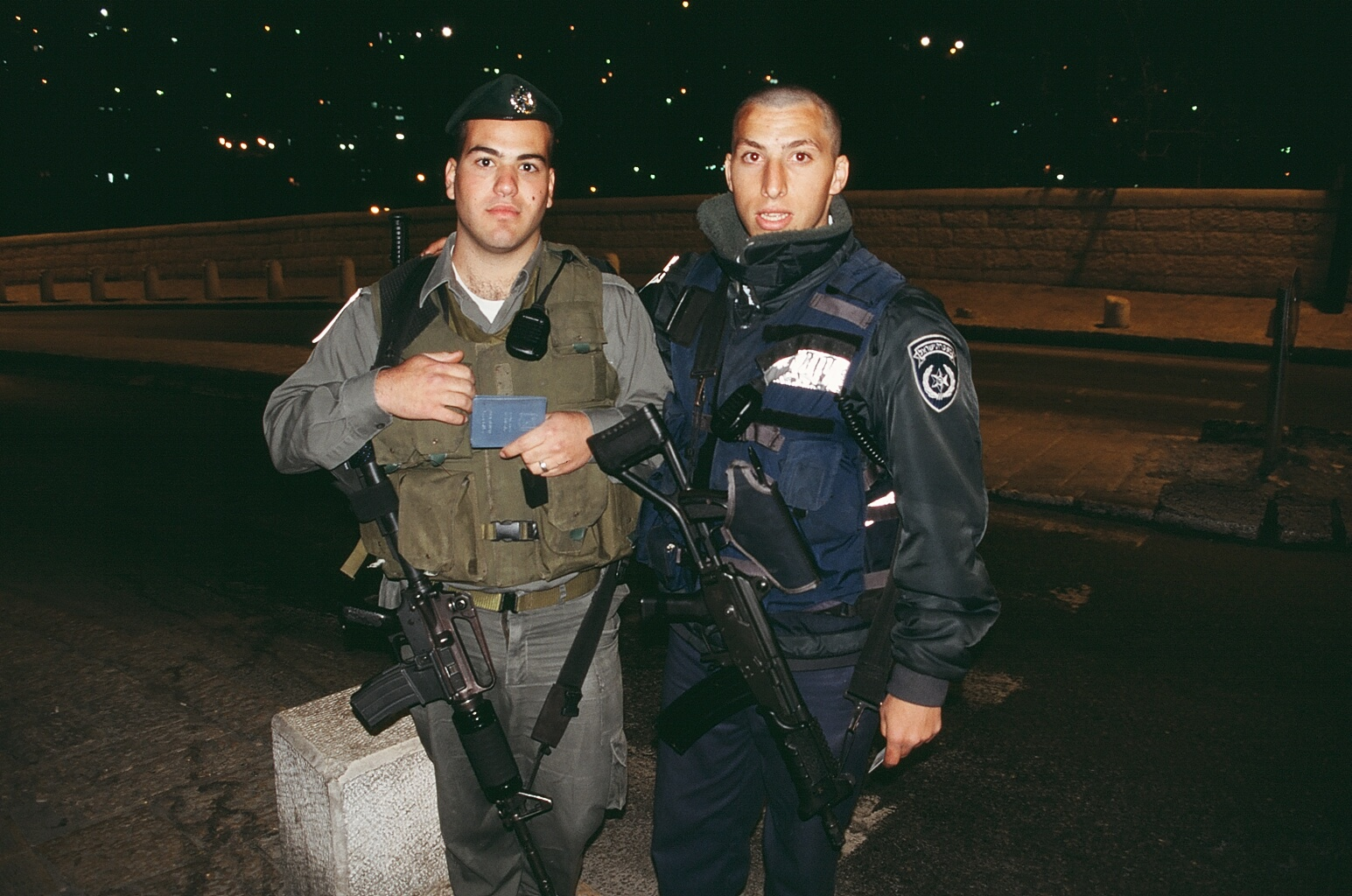
Dos policies de fronteres israelians.
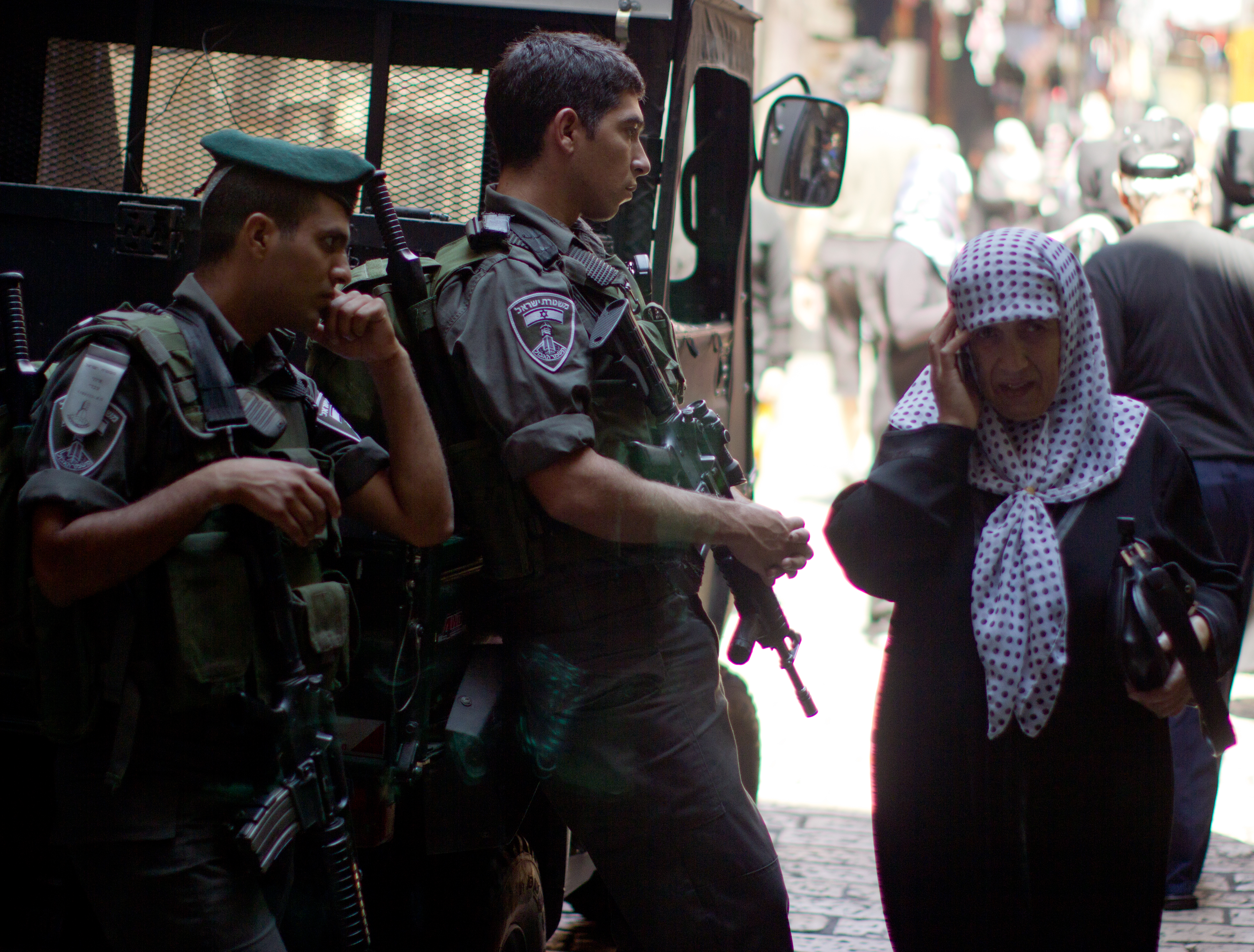
Policies de Jerusalem i una dona gran.
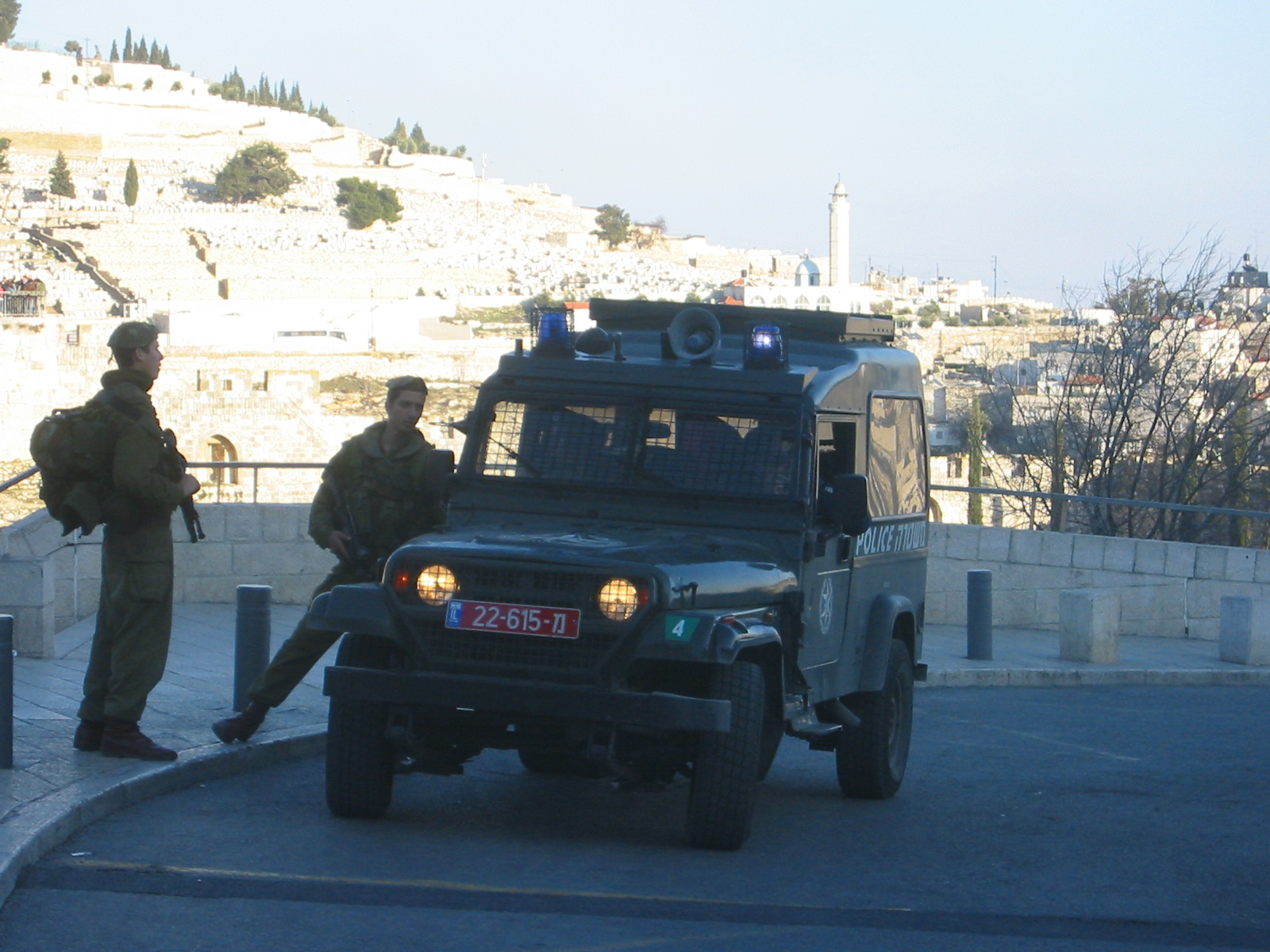
Policies de fronteres del Magav, al costat d'un vehicle tot terreny.
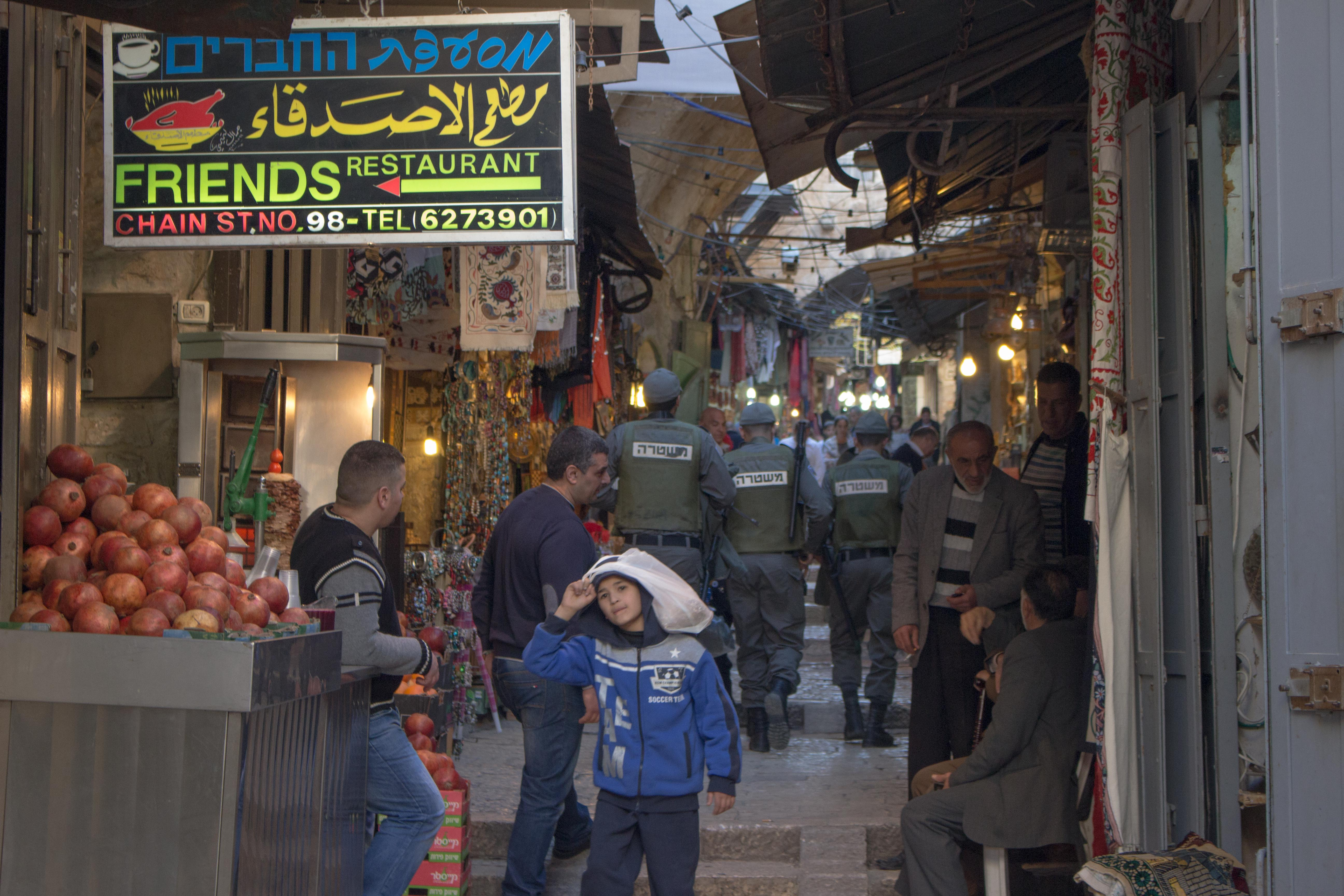
Soldats israelians patrullant els carrers de Jerusalem.